# Bronte (Sicília)

Ubicació de Bronte (Sicília) dins la província

Bronte (sicilià Bronti) és un municipi italià, dins de la ciutat metropolitana de Catània. L'any 2009 tenia 19.424 habitants. Limita amb els municipis d'Adrano, Belpasso, Biancavilla, Castiglione di Sicilia, Centuripe (EN), Cesarò (ME), Longi (ME), Maletto, Maniace, Nicolosi, Randazzo, Sant'Alfio, Tortorici (ME), Troina (EN) i Zafferana Etnea.

## Administració
| Període | Identitat           | Partit      |
| ------- | ------------------- | ----------- |
| 2005-   | Giuseppe Firrarello | Centredreta |